# Kieran Trippier
Kieran John Trippier (født 19. september 1990) er en engelsk professionel fodboldspiller, som spiller for Premier League-klubben Newcastle United og Englands landshold.

## Klubkarriere

### Manchester City
Trippier kom igennem Manchester Citys ungdomsakademi, og spillede for klubbens førstehold i nogle venskabskampe i 2009 og 2010, men kom aldrig på banen for klubben i en kamp som talte.

#### Leje til Barnsley
Trippier rykkede i februar 2010 til Barnsley på en kortvarigt lejeaftale. Han vendte dog ligeså hurtigt tilbage til City på grund af skade. En ny lejeaftale blev lavet i august af samme år, og han vendte tilbage til Barnsley. Han imponerede på leje, og i januar 2011 blev aftalen forlænget til resten af sæsonen.

### Burnley
Trippier blev igen udlejet i juli 2011, denne gang til Burnley. Trippier imponerede stort med det samme, og i januar 2012 besluttede Burnley at gøre aftalen permanent, og Trippier skiftede til klubben på en fast aftale. Han spillede ligeså godt i den anden halvdel af 2011-12 sæsonen, og efter sæsonens ende, blev han kåret til årets spiller i Burnley.
Han fortsatte de gode takter i 2012-13 sæsonen, hvor at han blev kåret som del af årets hold i Championship. 2013-14 ville blive endnu bedre for både Trippier og Burnley. Trippier spillede i sæsonen en essentiel rolle i at Burnley sluttede på andenpladsen, og dermed vandt oprykning til Premier League. Tripper blev igen kåret som del af årets hold i Championship efter sæsonen.

### Tottenham Hotspur
Trippier skiftede i juni 2015 til Tottenham Hotspur. Meget spilletid var dog ikke i kortene for Trippier i sin nye klub, da han måtte se sig sat på bænken i klart størstedelen af kampene til fordel for Kyle Walker. Han fik dog sin chance i den anden halvdel af 2016-17 sæsonen, som resultat af en skade til Walker.
Walker forlod Tottenham i juli 2017, da han skiftede til Manchester City. Det skulle dog ikke være ligeud for Trippier at overtage højrebackpositonen, da Tottenham hentede Serge Aurier samme sommer, og han de to ville over de næste to sæsoner rotere om pladsen på holdet. 2018-19 sæsonen ville blive et lavpunkt for Trippiers karriere, da han som resultat af skader, og nogle dårlige optrædener i sæsonen, mistede sin plads på holdet.

### Atlético Madrid
Trippier forlod Tottenham efter den skuffende 2018-19 sæson, og skiftede til spanske Atlético Madrid. Trippier genfandt sin form i Spanien, og var med til at vinde mesterskabet i 2020-21 sæsonen.

### Newcastle United
Trippier skiftede i januar 2022 til Newcastle United. Trippier havde en fantastisk start på sin tid i klubben, men glæden var kortvarig, da han brækkede sin fod i en kamp imod Aston Villa den 13. februar.

## Landsholdskarriere

### Ungdomslandshold
Tripper har repræsenteret England på flere ungdomsniveauer.

### Seniorlandshold
Tripper debuterede for Englands landshold den 13. juni 2017. Han var del af Englands trup til VM i 2018, hvor han blev hyldet som de bedste spillere i løbet af turneringen.